# Церковь Святых Кирилла и Мефодия (Любляна)
Церковь Святых Кирилла и Мефодия (серб. Црква Светих Ћирила и Методија, словен. Cerkev sv. Cirila in Metoda) — храм Загребско-Люблянской митрополии Сербской православной церкви в Любляне, столице Словении.

## История
Православный приход в Любляне был основан в 1921 году. В 1932 году патриарх Сербский Варнава освятил фундамент нового храма. В том же году архитектор Момир Корунович разработал проект здания. Строительство велось с 1936 по 1940 год, но не было окончено из-за немецкого вторжения. В 1940 году югославский король Пётр II Карагеоргиевич подарил храму иконостас, который сделали дебарские мастера братья Нестор и Лазарь Алексеевичи, а иконы для него написал художник Мирко Шубиц.
В 1986 году работы были продолжены. В 1986—1994 годах под руководством Драгомира Яшовича стены храма были украшены фресками. В 2003 состоялось освящение колокольни. Торжественное освящение храма совершил 23 октября 2005 года патриарх Сербский Павел. В 2010 году церковь провозглашена культурным памятником местного значения.

## Архитектура
Храм пятикупольный, построен в нетипичном для Словении неовизантийской стиле. За основу проекта были взяты средневековые сербские монастырские храмы Дечан и Грачаницы. Интерьер церкви обильно украшен фресками, общая площадь которых составляет около 2000 м².